# Verdwijnen
Verdwijnen is een Nederlandse dramafilm uit 2017, geregisseerd door Boudewijn Koole, met Rifka Lodeizen en Elsie de Brauw in de hoofdrol. 

## Plot
Roos reist naar haar moeder en haar veel jongere halfbroer die in Noorwegen wonen. De relatie met haar moeder is moeilijk. Ze gaat vertellen dat ze aan een ongeneeslijke ziekte lijdt, maar het blijkt lastig om met haar moeder een gevoelig gesprek te beginnen. Ze weigert medicijnen te gebruiken en uiteindelijk loopt ze de zelfverkozen dood tegemoet.

## Rolverdeling
- Rifka Lodeizen als Roos
- Elsie de Brauw als Louise
- Marcus Hanssen als Bengt
- Jakob Oftebro als Johnny

## Productie
De film werd opgenomen in Noorwegen in de periode maart-april 2015.
De film werd aangemeld als Nederlandse inzending voor de beste niet-Engelstalige film voor de 90ste Oscaruitreiking. De "shortlist" werd gepubliceerd door het EYE Film Instituut Nederland waarna begin september de Nederlandse Oscar Selectie Commissie (NOSC) de film koos die namens Nederland zal worden ingezonden.